# Мала хидроелектрана Радаљска бања
Мала хидроелектрана „Радаљска Бања” се налази на Радаљској реци, северним падинама Борање у општини Мали Зворник. Послује у саставу ХЕ Зворник.
Хидроелектрана је започела са радом 1994. годину. Вода се до турбина транспортује системом цевовода из Радаљског језера, које је удаљено 1,5 km. Снаге је 160 КW, а просечна годишња производња износи 249,2 MWh. У хидроелектрани нема стално запослених радника, јер је производња аутоматизована.
Електричном енергијом снабдева туристички комплекс у Радаљској бањи и део домаћинстава у Радаљу. Позитивно утиче на демографска и економска кретања у селу Радаљ.